# Vitsentzos Kornaros
Vincenzo Cornaro, später Vitsentzos Kornaros (griechisch Βιτσέντζος Κορνάρος) (* 1553 bei Sitia; † 1613 oder 1614 in Candia) war ein griechischer Dichter venezianischer Abstammung. Er zählt zu den wichtigsten Vertretern der kretischen Literatur und war Autor des erzählenden Gedichtes Erotokritos. Dieses Werk inspirierte sehr viel später Dionysios Solomos (1798–1857), Dionysios Fotinos (1777–1821) und beeinflusste griechische Dichter wie Kostis Palamas (1859–1943), Kostas Krystallis (1868–1894) oder Giorgos Seferis (* 1971).
Die Zuschreibung des religiösen Dramas Η Θυσία του Αβραάμ (deutsch: Das Opfer des Abraham) an ihn wird von der neueren Forschung zugunsten eines anonymen Verfassers nicht aufrechterhalten.

## Leben
Ausschließlich anhand der Aussagen, die der Dichter selbst am Ende seines Werks macht, lässt sich belegen, dass er aus einer venezianischen Familie stammte und als Vincenzo Cornaro getauft wurde. Er nennt den Vornamen Vitsentzos, den Familiennamen Kornaros, als Geburtsstätte den Ort Sitia und die Stadt Kastro (Iraklio), in der er geheiratet hat. Er soll am 26. März 1553 als Sohn von Iacopo Cornaro (Iakovos Kornaros) und Zambeta Demetzo geboren worden sein. Er kam aus einer vermögenden hellenisierten venezianischen Adelsfamilie (vgl. Corner). Sein Bruder Andrea Cornaro (Andreas Kornaros, † um 1613) hatte eine Geschichte Kretas geschrieben, die jedoch nie veröffentlicht wurde. Erst Anfang der 1980er Jahre konnte Nik. Panagiotakis belegen, dass Vincenzo sein Bruder war, was wiederum genauere Datierungen gestattete.
Cornaro ging (nach dem 20. März 1585) nach Candia (heute Iraklio). Dort heiratete er am 8. September 1590 Marieta Zeno, mit der er zwei Töchter hatte: Eleni und Katerina. Bis 1591 übte er Verwaltungsämter aus, und während der Pest von 1591–1593 übernahm er das Amt des Gesundheitsbeauftragten. Er war auch Mitglied einer literarischen Vereinigung, der Accademia degli Stravaganti, die sein Bruder Andrea gegründet hatte.
Er starb 1613 oder 1614 in Iraklio und wurde im Kloster des heiligen Franziskus beerdigt, die genaue Todesursache ist nicht bekannt.

## Erotokritos

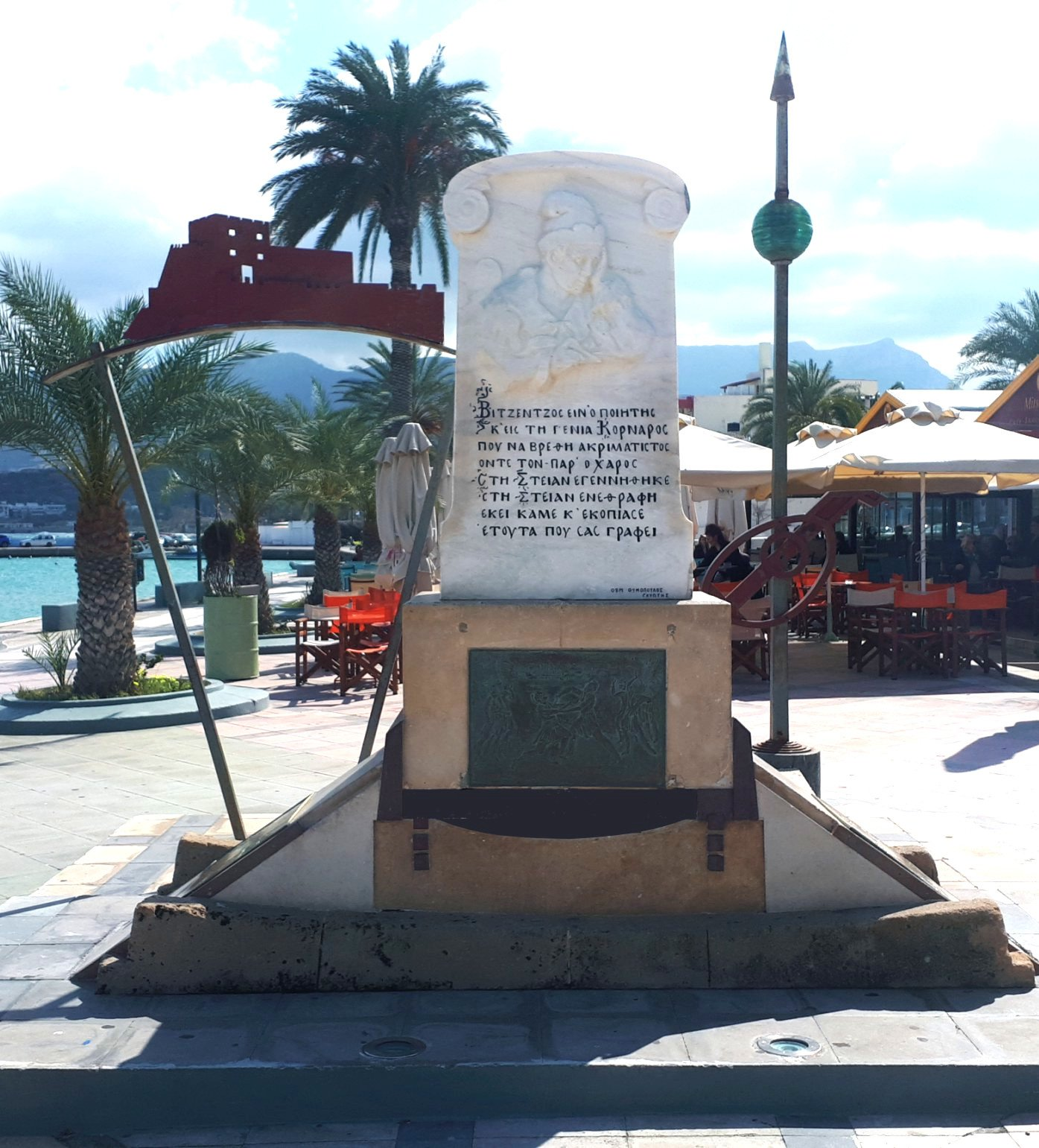
Denkmal für Vitsentzos Kornaros, Werk des Bildhauers Thomas Thomopoulos

Das wichtigste Werk Kornaros’ war Erotokritos (griechisch Ερωτόκριτος), ein gereimter Roman von ungefähr zehntausend fünfzehnsilbigen Versen. Seine Sprache ist der kretische Dialekt, jedoch so, dass er ein besonderes literarisches Werkzeug darstellt, und mit einer auf Volksliedern basierenden Versform, obwohl das Werk gleichzeitig dennoch sehr verschieden von ihnen ist. Seine Sprache ist stark von venezianischen Einsprengseln durchsetzt.
Als Vorlage für das Werk gilt das im 15. Jahrhundert sehr populäre Paris et Vienne von Pierre de la Cépède. Der Erotokritos ist jedoch nicht nur eine einfache Kopie, sondern eine schöpferische Abwandlung mit besserem innerem Aufbau. So hat es im Vergleich zur französischen Fassung eine festere Struktur und weniger Wiederholungen. Kornaros kannte das französische Werk möglicherweise als italienische Übersetzung, denn es erscheint sehr unwahrscheinlich, dass er des Französischen mächtig war.

### Inhalt
Die Erzählung spielt im antiken Athen, doch die Beschreibung der Epoche passt besser zum westlichen Rittertum. Der Inhalt kann in die fünf folgenden Abschnitte geteilt werden:
1. Der Athener König Herakles und seine Gemahlin bekommen nach vielen Ehejahren eine Tochter, Aretousa. Der Sohn des treuen Beraters des Königs, Erotokritos, verliebt sich in sie. Weil er seine Liebe nicht offen zeigen kann, geht er nachts an ihren Balkon und singt für sie. Das Mädchen verliebt sich seinerseits mit der Zeit in den unbekannten Sänger. Als Herakles von dem Sänger erfährt, stellt er ihm eine Falle, um ihn zu verhaften. Erotokritos aber schafft es zusammen mit einem Freund, die Soldaten des Königs zu töten. Er begreift, dass seine Liebe hoffnungslos ist, und reist nach Chalkis, um das Geschehen zu vergessen. In dieser Zeit erkrankt sein Vater und Erotokritos reist zurück nach Athen, um ihn zu besuchen. Als Aretousa zu seinem Wohnort geht, findet sie in seinem Zimmer ein Gemälde, welches sie darstellt, und die Verse, die er ihr vorsang. Als er zurückkehrt, stellt Erotokritos fest, dass das Gemälde und die Verse fehlen und er erfährt, dass nur Aretousa im Haus gewesen sei. Da er erkennt, dass seine Identität nun offenliegt, schließt er sich in seinem Hause ein und täuscht vor krank zu sein; Aretousa jedoch schickt ihm zur Genesung einen Korb mit Äpfeln, womit sie ihm auch ihre Gefühle für ihn zeigt.
2. Um seine Tochter zu unterhalten, lässt der König ein Lanzenturnier stattfinden. Erotokritos geht daraus als Sieger hervor.
3. Das Paar trifft sich heimlich an Aretousas Balkon. Sie versucht, ihn davon zu überzeugen, bei ihrem Vater um ihre Hand anzuhalten. Der König aber ist außer sich ob der „Frechheit“ des Jünglings und verbannt ihn. Gleichzeitig treffen Brautbewerber für Aretousa vom König von Byzanz ein. Diese verlobt sich jedoch heimlich mit Erotokritos, bevor er die Stadt verlässt.
4. Aretousa weigert sich, die Bewerber zu akzeptieren, und der König sperrt sie zusammen mit ihrer treuen Amme ein. Nach drei Jahren, als die Wlachen Athen belagern, erscheint Erotokritos in neuer Identität. In einer Schlacht rettet er das Leben des Königs und wird verwundet.
5. Um dem Fremden zu danken, bietet ihm der König die Hand seiner Tochter an. Aretousa weigert sich immer noch und bleibt im Gespräch mit dem getarnten Erotokritos dabei. Dieser gibt sich letztlich aber zu erkennen. Der König erkennt die Heirat an, schließt Frieden mit Erotokritos und seinem Vater, und Erotokritos steigt auf den Athener Thron.

### Handschriftliche und gedruckte Fassung
Das Werk war sehr beliebt und wurde als Handschrift im 17. Jahrhundert verbreitet. 1713 wurde es in Venedig von einem Kreter gedruckt, der viele Handschriften gesammelt hatte, auf die er sich stützte, um eine dem Original getreue und glaubwürdige Fassung zu erstellen. Keine der Handschriften ist erhalten geblieben, außer einem Fragment aus dem Jahre 1710, das aber stark von der venezianischen Ausgabe abweicht. Wahrscheinlich wurde die Niederschrift abgebrochen, nachdem die gedruckte Fassung 1713 erschien.

### Verbreitung und Widerhall
Als Erstes zu bemerken sind seine Auswirkungen in kretischen „mandinades“ (neugriechisch μαντινάδες). Auf Kreta hat es ferner eine fast mythische Tradition geschaffen: Die Namen der Helden haben bis heute als Taufnamen fortgelebt und in der Volksphantasie steht die Bezeichnung „Palast des Herakles“ für den Tempel des olympischen Zeus in Athen. Die große Verbreitung ist auf intellektuelle Reisende im ganzen 18. und 19. Jahrhundert zurückzuführen, die behaupteten, dass Menschen auf Kreta das ganze Werk auswendig konnten. Auch Giorgos Seferis bemerkt, dass in Smyrna Anfang des 20. Jahrhunderts das Verstehen des Textes trotz der stark idiomatischen Sprache einfach war.
Aber der größte Beweis seines Einflusses ist die Auswirkung, die es auf die neugriechische Dichtung gehabt hat. Beispiele für Gedichte, die von der Verskunst beeinflusst wurden, sind Der Kreter von Dionysios Solomos, Mutter Gottes von Angelos Sikelianos, der Epitaphios von Giannis Ritsos und der Neue Erotokritos von Pantelis Prevelakis.
Etliche Gelehrten des 18. Jahrhunderts hielten das Werk hingegen für eine minderwertige Lektüre wegen seiner volkstümlichen Sprache, insbesondere Dionysios Fotinos hatte das Werk in gelehrte, höhere, wie er glaubte, Sprachform umgewandelt. Andreas Kalvos betrachtete es als eintönig und Iakovos Polylas verwarf es wegen seiner idiomatischen Sprache.
1929 wurde von D. Synadinos ein Theaterstück auf der Grundlage des Erotokritos inszeniert. 1966 verfilmte Nikos Koundouros das Werk. Das Gedicht wurde auch oftmals vertont und ist in dieser Form sehr beliebt auf Kreta. Der kretische Komponist Nikos Mamangakis verfasste 1985 die Oper Erotokritos und Aretousa.

## Ausgaben und Übersetzungen
- Stylianos Alexiou (Hrsg.): Βιτσέντζος Κορνάρος, Ερωτόκριτος. Επιμέλεια Στυλιανού Αλεξίου. Εστία, Αθήνα 1995 (Νέα Ελληνική Βιβλιοθήκη).
  - Zuerst: Βιτσέντζος Κορνάρος: Ερωτόκριτος. Κριτική έκδοση, εισαγωγή, σημειώσεις, γλωσσάριο. Μεγάλη έκδοση: Ερμής, Athen 1980.
  - Μικρή έκδοση: Ερμής, Athen 1985.
- Stefanos Xanthoudidis (Hrsg.): Βιτζέντζου Κορνάρου Ερωτόκριτος. Έκδοσις κριτική γενομένη επί τη βάσει των πρώτων πηγών μετ' εισαγωγής, σημειώσεων & γλωσσαρίου υπό Στεφάνου Α. Ξανθουδίδου, η επισυνάπτονται πραγματεία του καθηγητού της γλωσσολογίας Γεωργίου Ν. Χατζιδάκι περί της γλώσσης και γραμματικής του Ερωτόκριτου και οκτώ φωτοτυπικοί πίνακες εκ του χειρογράφου. Herakleion 1915 (Digitalisat).
- Francesco Maspero: Erotocrito: Introduzione, traduzione e note, Mailand 1975.
- Gavin Betts, Stathis Gauntlett und Thanasis Spilias (Hrsg.): Vitsentzos Kornaros, Erotokritos. A translation with introduction and notes. Brill, Leiden 2004.

## Belege
1. ↑  Ioannis Zelepos: Kleine Geschichte Griechenlands. Von der Staatsgründung bis heute, Beck, 2014, S. 24.
2. ↑  Zweifel äußerte etwa Walter Puchner: Historisches Drama und gesellschaftskritische Komödie in den Ländern Südosteuropas im 19. Jahrhundert. Vom Theater des Nationalismus zum Nationaltheater, Lang, 1994, S. 49.
3. ↑  Zeitschrift für Balkanologie 20,2 (1984) 231 f. Unsicherheiten führten lange dazu, dass auch Abfassungsdaten für das Erotokritos um 1650 behauptet wurden, oder, dass Cornaro Anfang des 17. Jahrhunderts geboren worden sei. Dies hing wiederum mit einer Grabinschrift in der Kirche von Sitia zusammen, die den Namen „Vincenzo Cornaro“ trägt, eines Mannes, der 1677 verstorben ist (Bruno Lavagnini: Storia della letteratura neoellenica. In: Nuova Accademia Editrice, 1959, S. 77).
4. ↑  Byzantinische Zeitschrift, 92, 1999, S. 197.
5. ↑  https://www.arlima.net/mp/pierre_de_la_cepede.html

| Personendaten    | Personendaten         |
| ---------------- | --------------------- |
| NAME             | Kornaros, Vitsentzos  |
| ALTERNATIVNAMEN  | Βιτσέντζος Κορνάρος   |
| KURZBESCHREIBUNG | griechischer Dichter  |
| GEBURTSDATUM     | 1553                  |
| GEBURTSORT       | Sitia, Griechenland   |
| STERBEDATUM      | 1613 oder 1614        |
| STERBEORT        | Iraklio, Griechenland |